# Liste der Gedenktafeln in Berlin-Bohnsdorf
Die Liste der Gedenktafeln in Berlin–Bohnsdorf enthält die Namen, Standorte und, soweit bekannt, das Datum der Enthüllung von Gedenktafeln.
Die Liste ist nicht vollständig.

## Bohnsdorf
| Bild | Name                                             | Standort                        | Datum der Enthüllung |
| ---- | ------------------------------------------------ | ------------------------------- | -------------------- |
|      | Aeroflot-Flug 892                                | Waltersdorfer Straße/Waldstraße | 12. Dezember 2010    |
|      | Arbeiter Baugenossenschaft „Paradies“            | Buntzelstraße 119               |                      |
|      | Gartenstadt Falkenberg                           | Gartenstadtweg 53               |                      |
|      | Gartenstadt Falkenberg                           | Am Falkenberg 117               |                      |
|      | Gartenstadt Falkenberg, Umfeld                   | Am Falkenberg 117               |                      |
|      | Gartenstadt Falkenberg, UNESCO-Welterbe          | Am Falkenberg 117               |                      |
|      | Adolf Otto und Heinrich Tessenow                 | Am Falkenberg 119               |                      |
|      | Kapp-Putsch                                      | Am Falkenberg 120               |                      |
|      | Widerstandskämpfer gegen den Nationalsozialismus | Dahmestraße/Zur Gartenstadt     |                      |